# Serafim (Tsujie)
Serafim (rodným jménem: Noboru Tsujie, japonsky: 辻永昇; * 23. března 1951, Akita) je kněz Japonské pravoslavné církve, arcibiskup a metropolita tokijský a celého Japonska.

## Život
Narodil se 23. března 1951 v Akitě.
Roku 1969 nastoupil do tokijskou fotografickou školu, kterou ukončil roku 1973. Po studiu pracoval v reklamní společnosti.
Roku 1987 přijal křest a jméno Ondřej k poctě svatého Ondřeje. Stejného roku vstoupil do Tokijského duchovního semináře. Dne 5. listopadu 1989 byl biskupem Eparchie Východní Pensylvánie Hermanem v Chrámu Zmrtvýchvstání v Tokiu vysvěcen na diakona. Dne 18. srpna 1991 byl metropolitou Japonska Tedosijem vysvěcen na jereje. Poté začal působit v metropolitním úřadě a stal se také inspektorem Tokijského duchovního semináře. Od srpna roku 1993 začal sloužit v Chrámu Zmrtvýchvstání v Tokiu.
Dne 20. srpna 1999 byl v chrámu Trojicko-sergijevské lávry postřižen na monacha se jménem Serafim na počest svatého Serafima Sarovského. Dne 6. září stejného roku byl v moskevském Chrámu Zesnutí přesvaté Bohorodice patriarchou Alexijem II. povýšen na igumena.
Dne 28. prosince 1999 byl s rozhodnutím Svatého synodu Ruské pravoslavné církve vybrán sendajským biskupem.
Dne 9. ledna 2000 byl patriarchou Alexijem povýšen na archimandritu a 15. ledna přijal v chrámu Danilovského monastýru v Moskvě biskupskou chironotii. Hlavním světitelem byl patriarcha Alexij. Spolusvětiteli byli metropolita minský a slucký Filaret, metropolita krutický a kolomenský Juvenalij, metropolita smolenský a kaliningradský Kirill, metropolita solněčnogorský Sergij, metropolita volokolamský a jurjevský Pitirim, arcibiskup istrinský Arsenij, biskup filipopolský Nifon (Pravoslavný patriarchát antiochijský), biskup bronický Tichon, biskup orechovo-zujevský Alexij a kjótský Daniel (Japonská pravoslavná církev).
Dne 8. července 2012 byl povýšen na arcibiskupa.
Na radě Japonské pravoslavné církve, která se konala 6.-7. července 2019 získal titul arcibiskup sendajský, vikář Tokia.
Dne 28. září 2023 jej místní sobor Japonské pravoslavné církve zvolil metropolitou tokijským a celého Japonska.

## Řády a vyznamenání

### Církevní
- 2011 – Řád blahověrného svatého knížete Daniela Moskevského 2. třídy
- 2012 – Řád svatého Nikolaje Japonského 2. třídy
- 2016 – Řád přepodobného Serafima Sarovského 2. třídy